# KPÖ Steiermark
Die KPÖ Steiermark ist der Landesverband der Kommunistische Partei Österreichs im Bundesland Steiermark der Republik Österreich.

## Geschichte
Etwa ein Monat nach der Gründung der KPÖ fand im Dezember 1918 die erste kommunistische Versammlung in Graz statt. Im Jänner 1919 wurde der Klagenfurter Schriftsetzer Heinrich Brodnig von der Parteiführung in Wien nach Graz geschickt, um die steirische Landespartei aufzubauen. Mit ihm kam der in Wien geborene KPÖ-Mitbegründer und Eisengießer Leopold Maresch. In der Ersten Republik stellte die steirische KPÖ keine Landtagsabgeordneten.
Nach dem Zweiten Weltkrieg kam es in der Steiermark zur Bildung einer provisorischen Landesregierung mit einer drittelparitätischen Zusammensetzung der Gremien, die aus SPÖ, ÖVP und KPÖ gebildet wurden. Dabei vertraten Viktor Elser als Landeshauptmannstellvertreter, Ditto Pölzl und Raimund Bachmann die KPÖ in der Landesregierung. Zu Beginn der Zweiten Republik zog die KPÖ Steiermark bis 1970 in die meisten Landtage mit Abgeordneten ein. Dann folgte eine länger Durststrecke ohne Mandate. Bei der steirischen Landtagswahl am 2. Oktober 2005 gelang der KPÖ mit dem Spitzenkandidat Ernest Kaltenegger der Einzug in den Landtag mit vier Mandaten. Bei den folgenden Landtagswahlen 2010, 2015, 2019 und 2024 konnte die steirische KPÖ jeweils zwei Landtagsmandate erlangen.
Im Landtag der XIX. Gesetzgebungsperiode sitzen für die KPÖ Steiermark Claudia Klimt-Weithaler als Klubobfrau und Alexander Melinz. Am 12. Juli 2025 wurde Melinz am Landesparteitag mit 97 Prozent der Stimmen zum Landesvorsitzenden gewählt. 2023 hatte diese Funktion Robert Krotzer interimistisch von Claudia Klimt-Weithaler übernommen. Jakob Matscheko folgte Andreas Fuchs als Landesgeschäftsführer nach.
Die KPÖ Steiermark ist zudem in vielen Stadt-, Gemeinde- und Bezirksräten vertreten. Sie stellt in Trofaiach die Vizebürgermeisterin und in Graz mit Elke Kahr seit 2021 die Bürgermeisterin der steirischen Landeshauptstadt.